# George Browne (architetto)
George Browne (Belfast, 5 novembre 1811 – Montréal, 19 novembre 1885) è stato un architetto irlandese naturalizzato canadese.

## Biografia
Poco si sa dei suoi anni in Irlanda: secondo John Douglas Borthwick era figlio di un omonimo architetto, ed era arrivato in Canada nel 1830.
La prima traccia confermata della presenza di Browne nel paese è una pubblicità del 1831 sul Quebec Mercury. Fu attivo in Canada tra il 1830 e la fine del 1835, si trasferì per alcuni anni negli Stati Uniti d'America, ma fece ritorno in Canada tra il 1837 e il 1838. Delle attività di quegli anni poco si sa con certezza.
Browne realizzò alcuni edifici per Dominick Daly e probabilmente questo gli aprì le porte della collaborazione con il governo canadese. Quando nel 1841 venne scelta Kingston come capitale, Browne venne scelto per molti lavori ad edifici governativi: l'ampliamento di Alwington House, sede del governatore generale del Canada, l'adattamenteo dell'ospedale ad uffici per il parlamento, oltreché la costruzione di diversi edifici civili, tra cui l'opera forse più nota, il Municipio di Kingston.
Quando la capitale, nel 1844 venne spostata a Montréal, anche Browne si spostò. Anche qui sovraintese ai lavori di diversi edifici governativi, tra cui la trasformazione del St Ann’s Market nell'edificio del parlamento.
Ebbe incarichi dal governo almeno fino agli anni 1850, anche a Quebec City, dove curò il rifacimento di Spencer Wood, la sede del governatore generale del Canada in Quebec e successivamente del luogotenente governatore del Quebec.
Tra gli edifici non governativi, spicca la sede della Molsons Bank a Montréal, ma anche alcune tombe monumentali, tra cui quella per la famiglia Molson e quella per la sua prima moglie Anna Maria Jameson.
Dopo la metà degli anni 1850 fu molto meno attivo nell'architettura: si occupò di compravendita di beni immobili, e fu anche eletto, nel 1857, giudice di pace.
Due dei suoi figli, George e John James ed il figlio di quest'ultimo, Fitzjames, furono a loro volta architetti.

## Galleria d'immagini

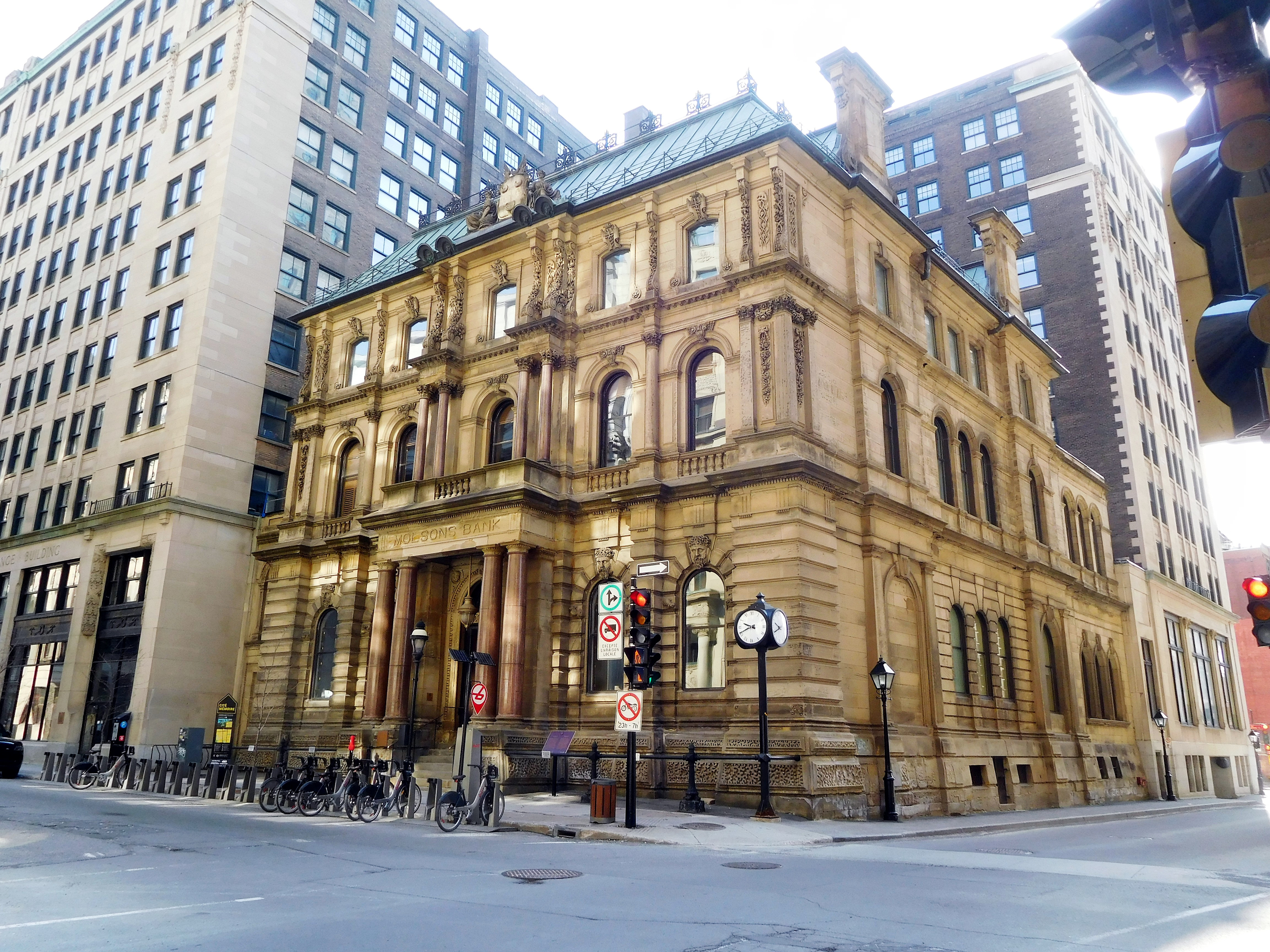
La sede della Molson Bank a Montréal
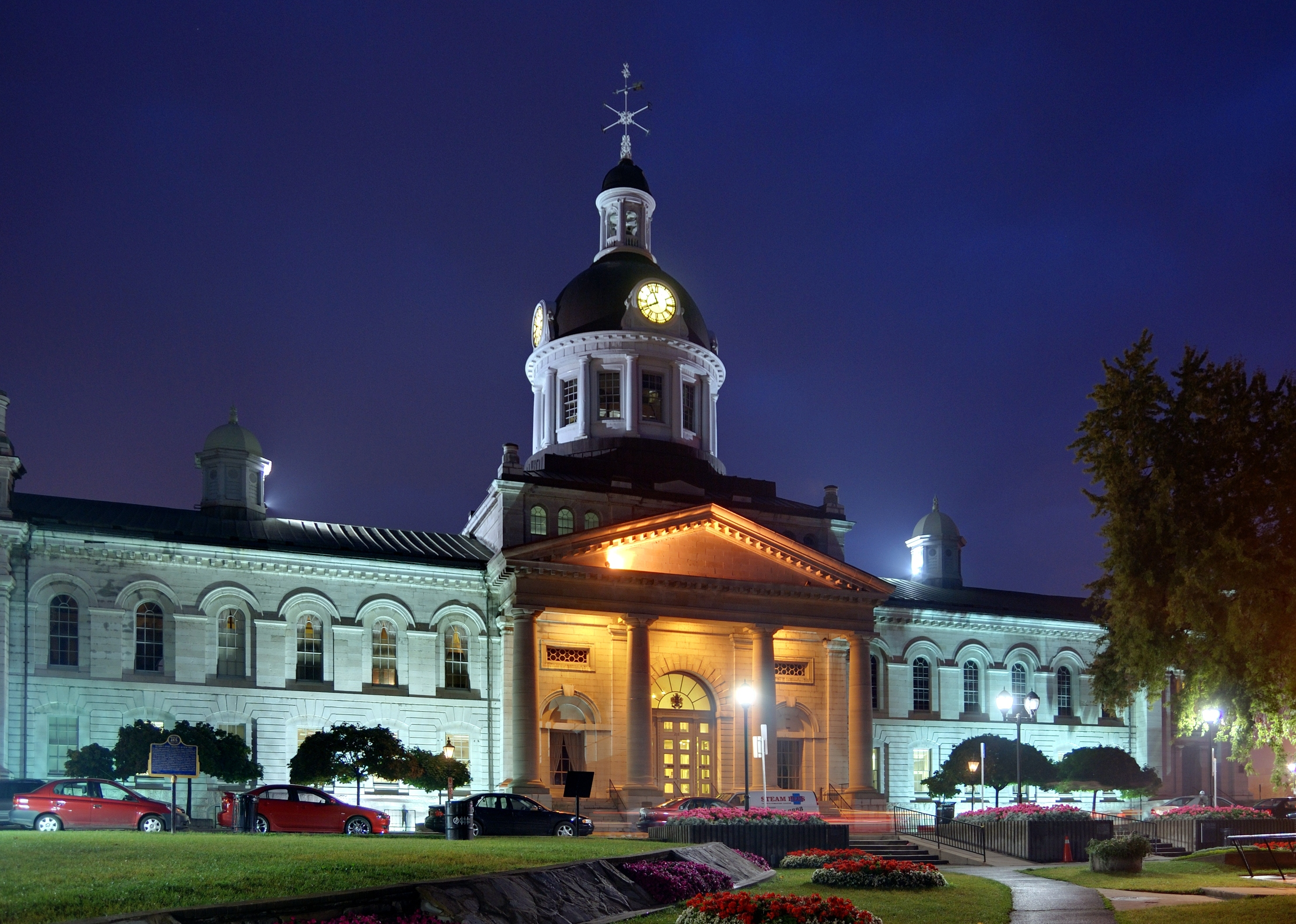
Il municipio di Kingston, Ontario
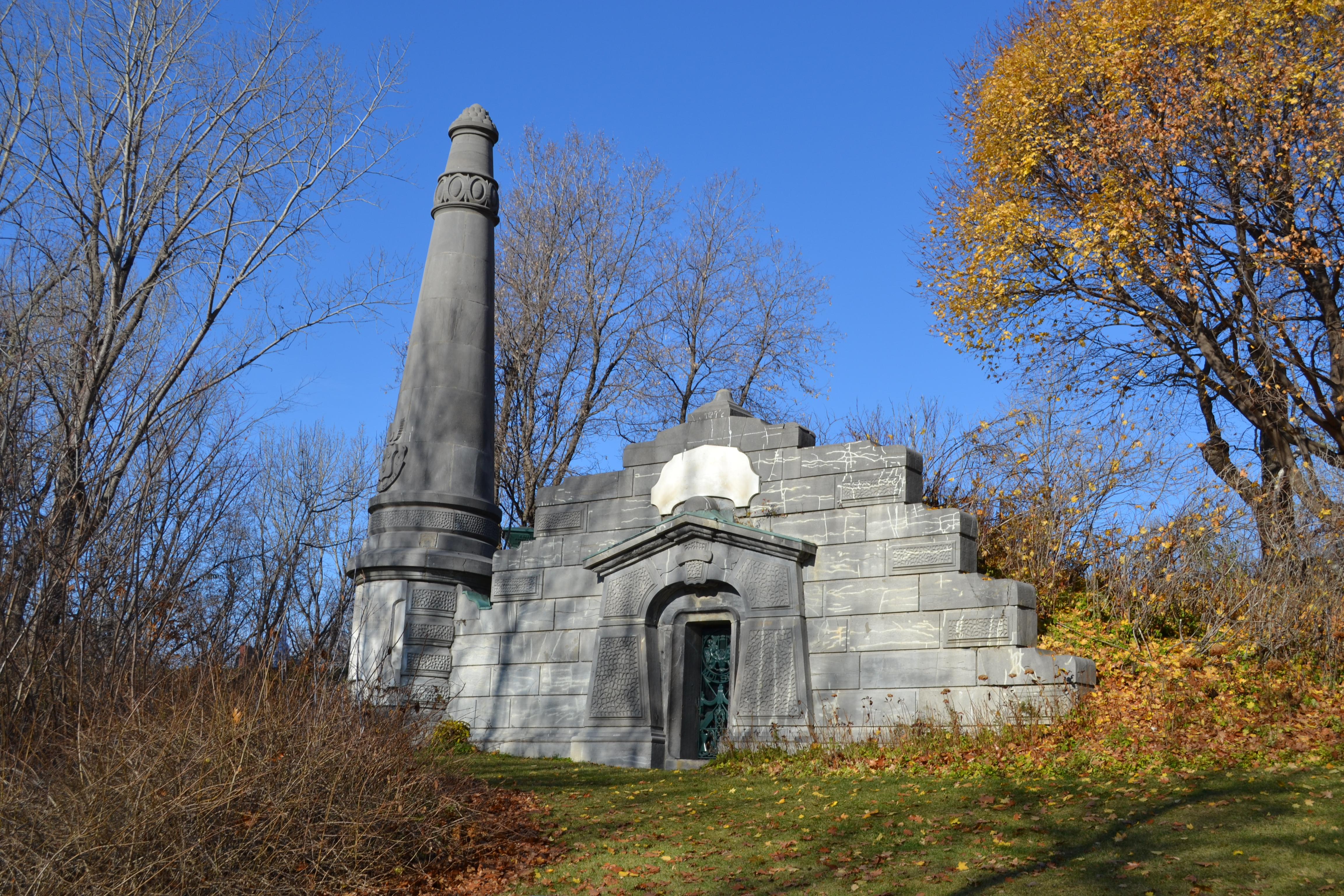
La tomba della famiglia Molson